# Zé Elias
Zé Elias, född den 25 september 1976 i São Paulo, Brasilien, är en brasiliansk före detta fotbollsspelare. Vid fotbollsturneringen under OS 1996 i Atlanta deltog han i det brasilianska lag som tog brons. 